# Washington County, Iowa
 Washington County är ett county i sydöstra delen av delstaten Iowa. Den administrativa huvudorten (county seat) är Washington. Countyt har fått sitt namn efter George Washington, USA:s förste president. Countysätet Washington ligger cirka 150 kilometer sydost om delstatens huvudstad Des Moines och cirka 50 kilometer väster om gränsen till delstaten Illinois.

## Geografi
Enligt United States Census Bureau har countyt en total area på 1 478 km². 1 473 km² av den arean är land och 5 km² är vatten.  

### Angränsande countyn
- Iowa County - nordväst
- Johnson County - nordost
- Louisa County - öst
- Henry County - sydost
- Jefferson County - sydväst
- Keokuk County - väst

### Städer och samhällen
- Ainsworth
- Brighton
- Coppock (delvis i Henry County och Jefferson County)
- Crawfordsville
- Kalona
- Keota (delvis i Keokuk County)
- Riverside
- Washington (huvudort, med cirka 7 000 invånare)
- Wellman
- West Chester